# Валерія Австрійська
Валерія Австрійська (нім. Valerie von Österreich), Валерія Габсбург-Лотаринзька (нім. Agnes von Habsburg-Lothringen), повне ім'я Валерія Ізабелла Марія Анна Альфонса Дезідерія Брігітта Софія Томмазія Губерта Йозефа Ігнатія (нім. Valerie Isabelle Marie Anna Alfonsa Desideria Brigitte Sophia Thomasia Huberta Josepha Ignatia), (нар. 23 березня 1941) — австрійська ерцгерцогиня з династії Габсбургів, донька австрійського ерцгерцога Губерта Сальватора та принцеси цу Сальм-Сальм Розмарі, дружина маркграфа Баденського Максиміліана.

## Біографія
Валерія народилась 23 березня 1941 року у Відні, який знаходився на території Австрії, приєднаної аншлюсом до Третього Рейху. Була дев'ятою дитиною та сьомою донькою в родині австрійського ерцгерцога Губерта Сальватора та його дружини Розмарі цу Сальм-Сальм. Мала старших братів Фрідріха Сальватора та Андреаса Сальватора й сестер Агнесу, Марію Маргариту, Марію Людовіку, Марію Адельгейду, Єлизавету та Йозефу. Згодом сімейство поповнилося чотирма молодшими дітьми. У віданні родини знаходились замок Персенбог у Нижній Австрії та Кайзервілла у Бад-Ішлі.

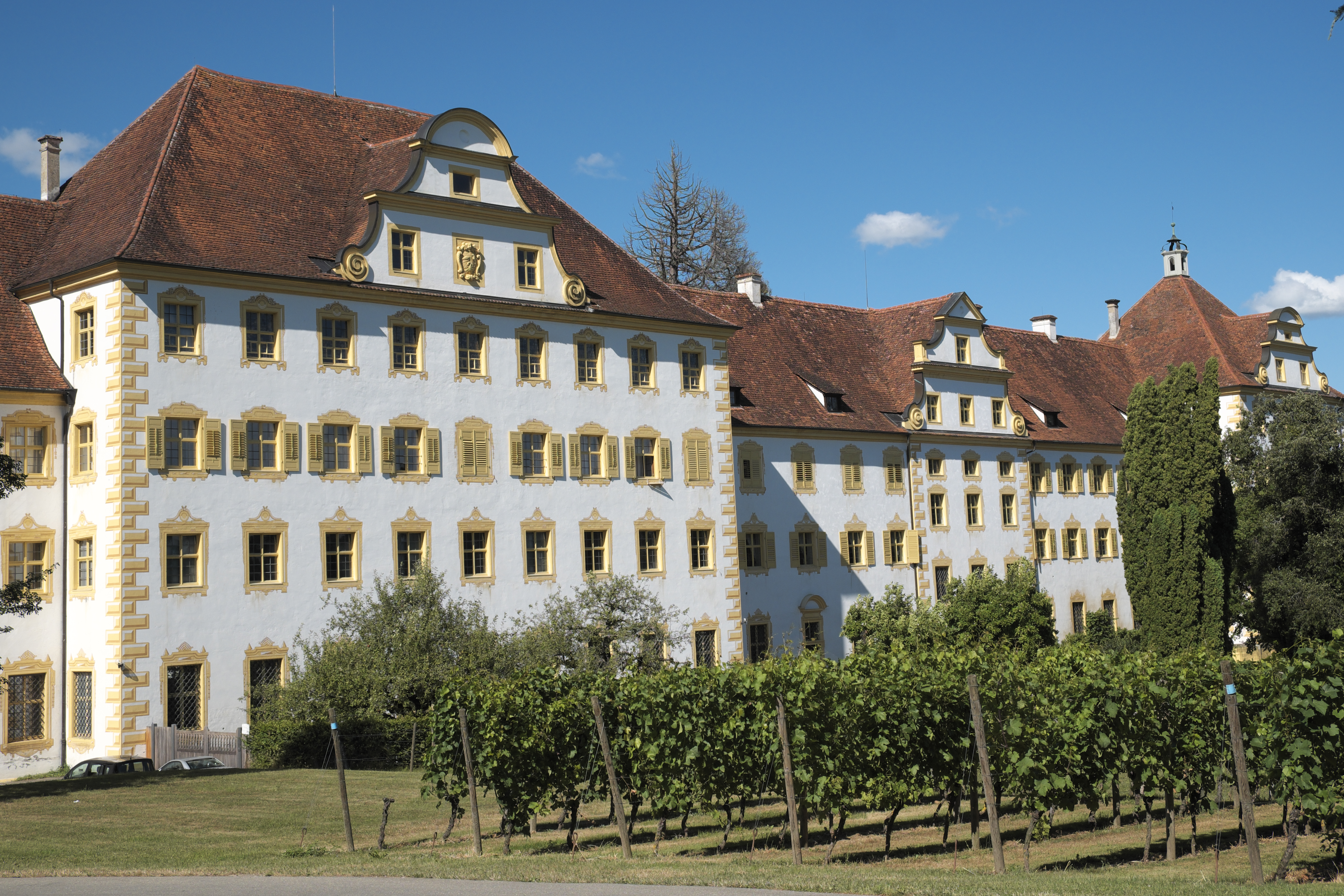
Залемський замок

У віці 25 років Валерія взяла шлюб із 33-річним маркграфом Максиміліаном Баденським, титулярним правителем Великого герцогства Баденського, скасованого у 1918 році. Наречений доводився онуком останньому канцлеру Німецької імперії Максиміліану Баденському та правнуком королю Греції Георгу I. Цивільна церемонія пошлюблення відбулася 23 вересня 1966 року на його батьківщині у Залемі. Вінчання пройшло за тиждень у замку Персенбог. Голову нареченої прикрашала сонячна тіара Баденського дому.
У подружжя народилося четверо дітей:.
Максиміліан займається виноробством та активно співпрацює з Червоним Хрестом Німеччини. Резиденцією сім'ї є Залемський замок, де також розміщена відома школа-інтернат. Ще родині належить замок Штауфенберг у Дурбаху.

## Родина
Чоловік — Максиміліан Баденський
Діти:
- Марія Луїза (нар. 1969) — дружина американця Річарда Дадлі Бейкера, має доньку;[6]
- Бернхард (нар. 1970) — одружений із Стефанією Кауль, має трьох синів;
- Леопольд (нар. 1971) — неодружений, дітей не має;
- Міхаель (нар. 1977)

## Титули
- 23 травня 1941—23 вересня 1966 — Її Імператорська та Королівська Високість Ерцгерцогиня Валерія Австрійська, принцеса Богемії, Угорщини та Тоскани;
- 23 вересня 1966 — дотепер — Її Імператорська та Королівська Високість Маркграфиня Баденська.